# Gymnothorax saxicola
Espèce
Synonymes
- Gymnothorax ocellatus saxicola Jordan & Davis, 1891[2]
- Gymnotorax saxicola Jordan & Davis, 1891[2]

Statut de conservation UICN

 LC  : Préoccupation mineure
Gymnothorax saxicola est une espèce de poissons de la famille des murènes endémique de l'Atlantique occidental. Elle peut atteindre une taille maximale de 60 cm.

## Étymologie
Son nom spécifique, du latin saxum, « rocher » et cola, « habitant », lui a été donné en référence à son habitat et qui abonde notamment au large de Pensacola (Floride). 